# Terry Dobson
Terry Dobson (rođen kao  Walter Norton Dobson III.; Cambridge, 9. lipnja 1937. – Inverness, 2. kolovoza 1992.), američki majstor borilačkih vještina. Izravni je učenik Moriheija Ueshibe. Nositelj je 5. Dana u aikidu.

## Životopis
Terry Dobson je rođen u bogatoj obitelji u gradu Cambridge, u američkoj saveznoj državi Massachusetts 1937. godine, a 1940. godine se preselio u New York. Odgojili su ga, majka koja je bila alkoholičara i očuh. Dobson je pohađao školu Buckley, a zatim u akademiju Deerfield. Obje institucije su prestižne privatne škole, gdje je briljirao u američkom nogometu. Nakon što je dobio stipendiju za igranje u Franklin & Marshall, brzo je od toga odustao, pa je ljeti trenirao za New York Giants. Dobson je bio američki marinac koji je održavao helikopter za vrijeme Libanonske krize 1958. godine, a kratko je vrijeme pohađao New York Sveučilište. Godine 1959. otišao je u Japan kako bi pomogao u ruralnom razvoju i predavao engleski jezik.
Tijekom posjeta Tokyu, Dobson je svjedočio demonstraciji u američkoj vojnoj bazi u Yokohami tada malo poznate borilačke vještine aikido. Odmah se zaljubio u vještinu i šest mjeseci kasnije je ušao u Hombu dojo kao uchi-deshi. Kao uchi-deshi vježbao je sve do zaključenja braka 1964. godine. Bio je jedan od samo dvojice ne-Japanaca koji je uživao u toj privilegiji. Drugi je bio André Nocquet. U Hombu dojo-u je vježbao sve do smrti Moriheija Ueshibe 1969. godine.
Godine 1970. Dobson se vratio u Sjedinjene Američke Države gdje je držao aikido seminare po cijeloj zemlji. Zajedno s Kenom Nisonom osnovao je Bond Street Dojo u New Yorku i Vermont Aikido u Burlingtonu. Godine 1979. preselio se u San Francisco. 
Godine 1984. se razbolio. Pogrešno mu je dijagnosticirana sarkoidoza. Kako bi se oporavio preselio se u Vermont. Njegova su predavanja u tom periodu zatajila, a kako je postojao sve slabiji, ona su na kraju i prestala. Nakon promjene lijekova zdravlje mu se popravilo, pa je ponovno počeo predavati aikido u Vermontu. Iako se nije bio u potpunosti oporavio, 1992. godine je odletio u Kaliforniju kako bi održao konferenciju i podučavao aikido. Nakon predavanja u San Franciscu, pao je u komu 2. kolovoza 1992. godine. Preminuo je od srčanog udara, u kolima Hitne pomoći u Invernessu.

## Objavljeni radovi
- Victor B. Miller i Terry Dobson:  Giving in to get your way: the attack-tics system for winning your everyday battles (New York, 1978)
- Terry Dobson i Judith Shepherd-chow: Safe and Alive: How to protect yourself, your family,and your property against violence (Los Angeles, 1981)
- Victor B. Miller i Terry Dobson: Aikido in Everyday Life: Giving in to Get Your Way (1993)
- Jan E. Watson i Terry Dobson; It's a Lot Like Dancing: (1994)
- Riki Moss i Terry Dobson; An Obese White Gentleman In No Apparent Distress (2009)

## Vanjske povezice
- Terry Dobson